# Дарнтон, Джон
Джон Дарнтон (англ. John Townsend Darnton, род. 20 ноября 1941 года) — американский журналист, зарубежный корреспондент и редактор The New York Times, награждённый в 1982 году Пулитцеровской премией за репортажи из Польши.

## Биография
Джон Дарнтон родился в 1941 году в семье военного репортёра The New York Times Барни Дарнтона, который погиб годом позднее, работая в Новой Гвинее над освещением событий Второй мировой войны. Пилоты американского истребителя B-25 по ошибке приняли корабль, на котором плыл корреспондент, за японское судно.
Джон Дарнтон посещал школы в Вестпорте, Коннектикуте и Вашингтоне. В 1956—1960 годах он посещал Академию Филлипса и позднее, проведя год в Альянс Франсез, начал обучение во французской Сорбонне. Позднее он поступил в Висконсинский университет в Мадисоне, где в 1965 году получил степень бакалавра английской филологии и психологии. Год спустя он присоединился к штату The New York Times, где занимал должность помощника в новостном отделе следующие два года. В 1968 году его повысили до репортёра местных новостей. Например, он освещал обнаружение окостенелостей в Йельском университете, распространение расовых беспорядков в Хартфорде, растущие расовые беспорядки, охватившие разные штаты и скрытое политическое противостояние в правительстве Нью-Йорка. В течение 1971 года он присоединился к ночному отделу корректоров, но вскоре вернулся к репортёрской деятельности. Так, с 1972 года Дарнтон числился в штате отделения New York Times при здании городского совета.
Первой заграничной командировкой Дарнтона стала поездка в Лагос в 1976 году. Правительство страны находило его репортажи, подробно описывающие нарушения прав человека в стране, оскорбительными, и после непродолжительного тюремного заключения корреспондента депортировали в Кению. В этот период он освещал Гражданскую войну в Родезии, бунты против апартеида в Южно-Африканской Республике, свержение диктатора Иди Амина в Уганде, войны и партизанские движения в Эфиопии, Конго и Сомали.
Проработав в Африке три года, он отправился в Варшаву, где возглавил местный филиал газеты и освещал события в Восточной Европе. Его репортажи были сосредоточены на растущем недовольстве коммунистическим правительством Польши, восстании под предводительством Леха Валенсы, на действовавшей цензуре и доказательствах коррупции в правительстве. После подавления восстания и введения военного положения Дарнтон был вынужден отсылать свои материалы о состоянии в стране контрабандой с выезжающими иностранцами. Он и штаб в Нью-Йорк использовали специальную систему шифрования, которая позволяла понять, какие из материалов получила редакция. В 1979 году корреспондент был награждён Премией Джорджа Полка за международный репортаж. Три года спустя он получил Пулитцеровскую премию в идентичной номинации за свои статьи из Польши, а также вторую Премию Джорджа Полка.
В 1982 году Дарнтон возглавил филиал New York Times в Мадриде. Но уже через два года вернулся в Нью-Йорк, где занял позицию заместителя редактора отдела иностранных новостей. В 1986 году он получил позицию редактора местных новостей, а через пять лет — новостного редактора. Проработав директором отделения New York Times в Лондоне в 1993—1996 годах, он вернулся в Нью-Йорк, чтобы на следующие шесть лет занять пост редактора новостей культуры. В 2009 году Дарнтон был избран куратором Премии Джорджа Полка.

## Книги
За свою карьеру Дарнтон выпустил пять романов, два из которых были названы New York Times бестселлерами. После выхода первой книги права на неё приобрёл Стивен Спилберг:
- Роман «Неандерталец» (англ. Neanderthal,1996)[7];
- «Эксперимент» (англ. The experiment, 1999)[7];
- «Ловец разума» (англ. Mind Catcher, 2002)[7];
- «Заговор Дарвина» (англ. The Darwin Conspiracy, 2003)[11];
- «Белое и красное и Смерть повсюду» (англ. Black & White & Dead All Over, 2008)[12];
- автобиография «Почти семья» (англ. Almost a Family, 2011)[8].